# Język drubea
Język drubea (diubea, dubea, dumbea), także: naa drubea (naa dubea, nraa drubea, ndumbea), paita – język austronezyjski z południowej Nowej Kaledonii. Według danych z 2009 roku posługuje się nim 1210 osób.
Zróżnicowanie dialektalne nie zostało bliżej poznane. Odnotowano niewielkie różnice między odmianami z wybrzeży wschodniego i zachodniego.
W języku drubea występuje mieszany system liczbowy, z elementami systemów piątkowego i dwudziestkowego. Należy do tonalnych języków austronezyjskich.
Został opisany w postaci słownika i opracowania gramatycznego (1990).